# 守本拓也
守本 拓也（もりもと たくや、1972年12月4日 - ）は、日本の俳優、演出家、劇作家。東京ミネラル金魚主宰。兵庫県神戸市出身。血液型はＯ型。

## 略歴
1993年より、テレビ・CM・映画・雑誌等で活躍。
1995年10月、劇団オークスを結成。主宰・作・演出として13作品を上演後、
2003年4月に、劇団オークスを解散し、一度フリーに。その後、客演・個人プロデュース公演・脚本提供・他団体演出等を経て、
2004年4月、東京ミネラル金魚を結成。主宰として、脚本・演出をすべて手がけ、第18回池袋演劇祭では、初出場にて、豊島区長賞を受賞している。

## 作品

### 東京ミネラル金魚、作・演出・出演
- アッシュ（2005年3月、池袋小劇場）
- アオイカケラ（2005年10月、タイニイアリス） - 10月12日日刊スポーツ芸能覧掲載
- ロ～マ君の休日（2006年3月、池袋小劇場） - 第18回池袋演劇祭「豊島区長賞」受賞
- 黒い神童たち（2007年9月、池袋小劇場）
- パソコン通信（2008年4月、千本桜ホール） - としまテレビ「ウィークエンドウイド」にて放送
- とびっこ（2008年9月、池袋小劇場）
- アッシュ ～番外公演～（2009年4月、タイニイアリス）
- りん（2009年9月、池袋小劇場）
- 黒い神童たち（2010年3月、明石スタジオ）